# Зображення рельєфу

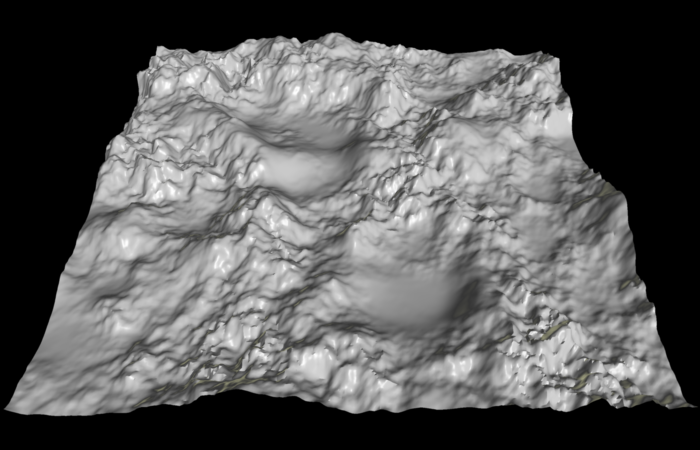

Зображення рельєфу за допомогою комп'ютерної графіки — це різноманітний набір методів зображення поверхонь реального або уявного світу. Більшість загальних рендерингів рельєфу — це зображення поверхні Землі. Воно часто використовується в поєднанні з зображенням інших об'єктів, таких як дерева, будівлі, річки тощо.
Існує два основних режими відображення рельєфу: зверху-вниз і перспективне зображення. Відображення зверху-вниз використовується століттями для відображення картографічних мап. Перспективне відображення також використовувалося інколи. Однак лише після появи комп'ютерів і комп'ютерної графіки перспективне відображення набуло поширення.

## Застосування
Зображення рельєфу широко використовується в відеоіграх для представлення як поверхні Землі так і уявних сцен.
Одним із важливих застосувань відображення рельєфу є системи синтетичного зору. Пілоти літаків мають можливість постійно бачити поверхню рельєфу навіть в умовах обмеженої видимості, зображену у вигляді графіки.